# Bahnhof Erkner
Der Bahnhof Erkner ist der Personenbahnhof der östlich von Berlin gelegenen Kleinstadt Erkner und zugleich Bahnhof der Berliner S-Bahn. Er liegt am Streckenkilometer 24,3 der Niederschlesisch-Märkischen Eisenbahn. Zum Bahnhof gehört außerdem eine Triebwagenhalle für die historischen Fahrzeuge der Berliner S-Bahn.

## Geschichte
Der Bahnhof wurde am 23. Oktober 1842 als einer der ersten auf der Strecke von Berlin nach Frankfurt (Oder) eröffnet. Durch den Bahnhof setzte bald ein Ausflugsverkehr von Berlin zum Dämeritzsee und zur Woltersdorfer Schleuse ein. Durch die Einführung des Berliner Vororttarifs bis Erkner setzte bald eine Bautätigkeit in der weiteren Umgebung des Bahnhofs ein. So entstanden um 1900 in Erkner Neuseeland, bei Rahnsdorf Hessenwinkel und Woltersdorf-Schönblick. Ursprünglich gehörte der Bahnhof als Teil der Erknerschen Heide zum Forstgutsbezirk Köpenick. 1884 wurden der Bahnhof und die Unterförsterei Erkner zum I. Heidedistrikt der Rüdersdorfer Heide umgemeindet. 1888 nahm der I. Heidedistrikt auch amtlich den Namen Erkner an. In den 1890er Jahren entstand das Empfangsgebäude, an dessen Entwurf der Architekt Fritz Klingholz beteiligt war. In den 1920er Jahren entstand im Sinne der Gartenstadtbewegung direkt am Bahnhof die Siedlung ‚Eigenheim‘.
Von 2009 bis 2011 wurden im Zuge des Projekts Ausbaustrecke (ABS) Berlin – Frankfurt (Oder) die Gleisanlagen im Bahnhof umgestaltet sowie die Regionalbahnsteige nach Süden verlegt und als Seitenbahnsteige neu errichtet. Parallel dazu erfolgte eine Sanierung des Empfangsgebäudes und ab 2012 die Erneuerung des S-Bahnsteigs. Insgesamt wurden über acht Millionen Euro in die Maßnahmen investiert. Im Jahr 2012 ging ein elektronisches Stellwerk für die Fernbahn in Betrieb. Seit Mitte 2015 erfolgt am S-Bahnsteig die Zugabfertigung durch den Triebfahrzeugführer mittels Führerraum-Monitor (ZAT-FM). Ein elektronisches Stellwerk für die S-Bahn und die Ausrüstung mit dem elektronischen Zugbeeinflussungssystem ZBS folgten Ende 2015.
Der im Fahrgastbetrieb nicht mehr genutzte Bahnsteig B soll im Hinblick auf die wachsende Stadt in den nächsten Jahren erneuert werden. Vor dem Bahnhofsumbau waren dessen Gleise (damals 4 und 5) sowohl mit Stromschiene als auch mit Oberleitung ausgerüstet und wurden von S-Bahn- und Regionalzügen gemeinsam genutzt.

## Triebwagenhalle Erkner

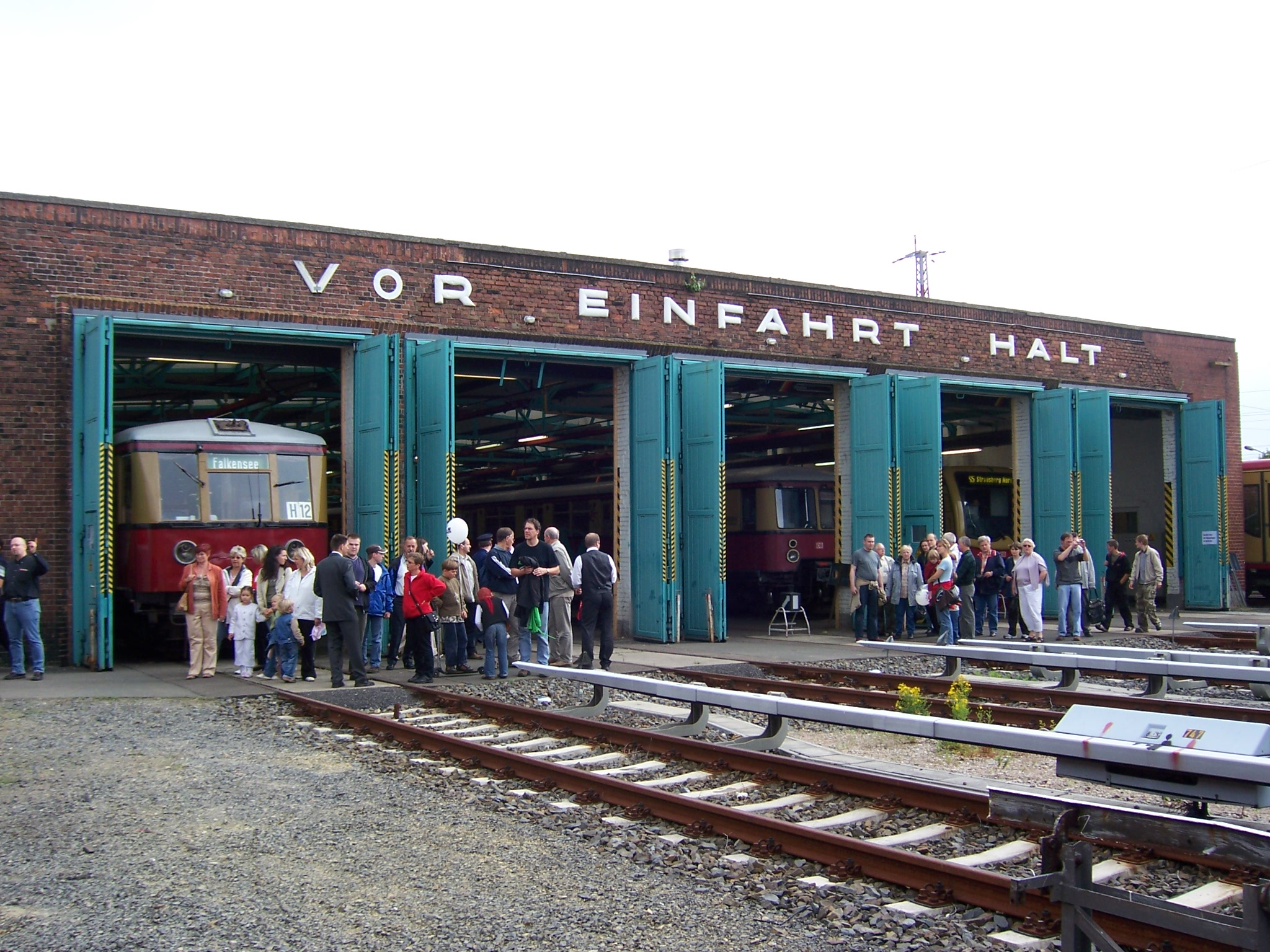
Triebwagenhalle Erkner

Die Triebwagenhalle Erkner (Twh Erk) wurde 1928 eröffnet. Verwaltungsmäßig galt sie als Einsatzstelle des Betriebswerks Berlin-Grünau.
Mit der Einführung von neuen Fahrzeugen der Baureihe 481/482 wurde mit einem geringeren Wartungsbedarf gerechnet und diese Triebwagenhalle im Jahr 2000 geschlossen. Sie wird seitdem vom Verein Historische S-Bahn e. V. mit Lager- und Sozialräumen genutzt. Weiterhin sind hier die historischen Züge beheimatet, an denen auch kleinere Instandhaltungsarbeiten durchgeführt werden. Im Januar 2010 wurde die Halle aufgrund fehlender Kapazitäten im Zusammenhang mit der seit 2009 anhaltenden Krise der Berliner S-Bahn auch für Linienfahrzeuge wiedereröffnet. Seit Dezember 2011 gehört sie organisatorisch zum Werk Friedrichsfelde.
Die erneute Nutzung der Triebwagenhalle als Werkstatt für Linienfahrzeuge sollte Ende 2019 enden, wurde aber aufgrund des absehbaren Anstiegs der Gesamtfahrzeugflotte zunächst bis 2027 verlängert. Inwieweit der Bedarf darüber hinaus fortbesteht, hängt von den Vertragsregelungen für die dann zu erfolgende Ausschreibung des Systems Stadtbahn ab.

## Verkehrsanbindung
Der Bahnhof wird täglich zweimal pro Stunde, während der Hauptverkehrszeit dreimal pro Stunde, in beiden Richtungen von einem Regional-Express der Ostdeutsche Eisenbahn bedient. Außerdem ist Erkner der Endbahnhof der aus Berlin kommenden S-Bahn-Linie S3. Die S-Bahn hält dreimal pro Stunde in Erkner, zur Hauptverkehrszeit sechsmal pro Stunde. Seit September 2023 fährt der öffentliche Werksverkehr zur Tesla Gigafactory Berlin-Brandenburg ab Erkner, zu unregelmäßigen Zeiten aber bis zu 60 Mal am Tag.
| Linie                    | Linienverlauf | EVU                      |
| ------------------------ | --- | ------------------------ |
| RE 1                     | (Magdeburg Hbf –) Brandenburg Hbf – Werder – Potsdam Hbf – Berliner Stadtbahn – Erkner – Fürstenwalde (Spree) – Frankfurt (Oder) (– Eisenhüttenstadt – Cottbus Hbf) | Ostdeutsche Eisenbahn    |
|                          | Spandau – Stresow – Pichelsberg – Olympiastadion – Heerstraße – Messe Süd – Westkreuz – Charlottenburg – Savignyplatz – Zoologischer Garten – Tiergarten – Bellevue – Hauptbahnhof – Friedrichstraße – Hackescher Markt – Alexanderplatz – Jannowitzbrücke – Ostbahnhof – Warschauer Straße – Ostkreuz – Rummelsburg – Betriebsbahnhof Rummelsburg – Karlshorst – Wuhlheide – Köpenick – Hirschgarten – Friedrichshagen – Rahnsdorf – Wilhelmshagen – Erkner | S-Bahn Berlin            |
| TES                      | Erkner – Fangschleuse Tesla Süd | Niederbarnimer Eisenbahn |
| Stand: 10. Dezember 2023 | |                          |

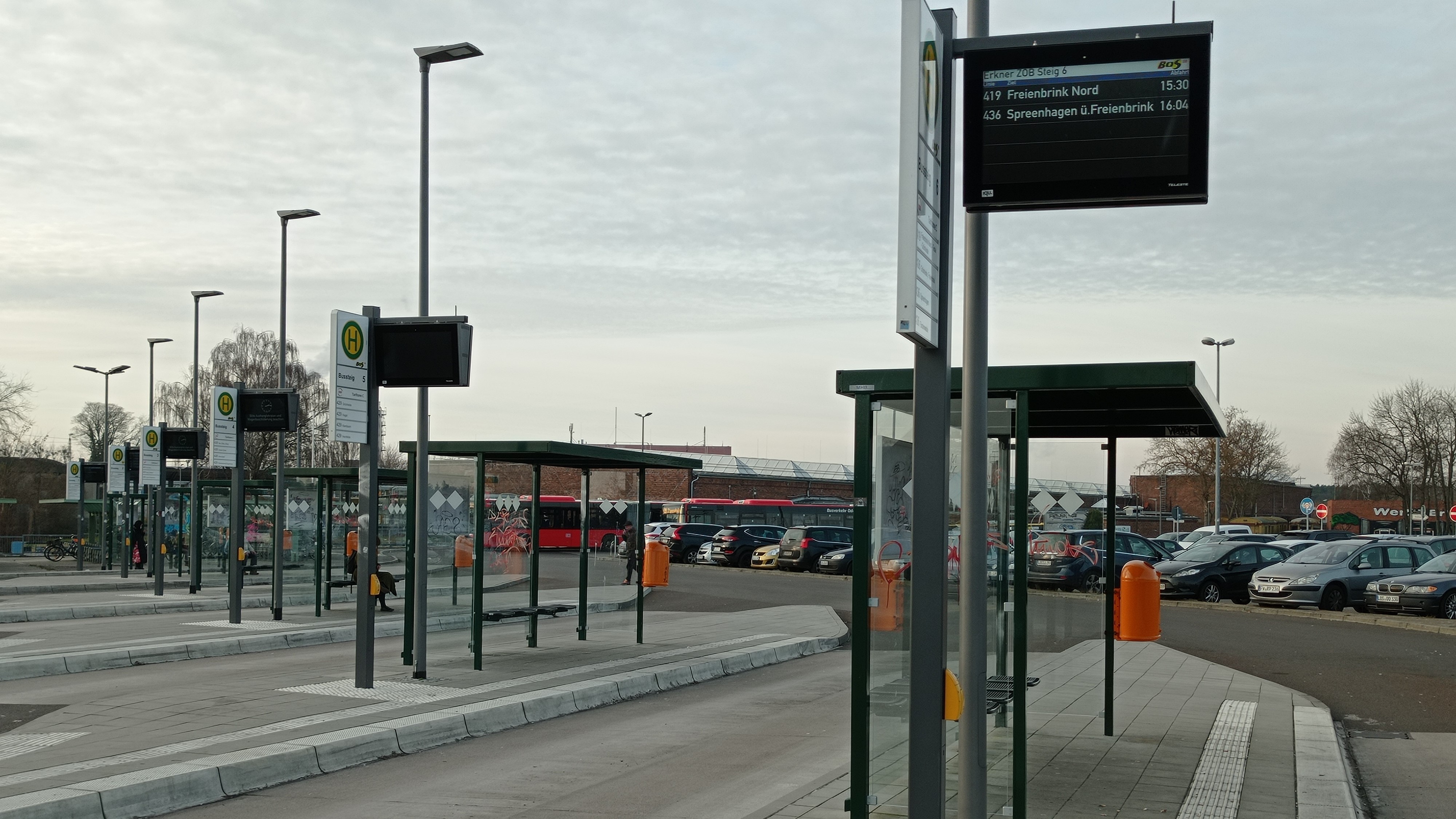
Der ZOB am Bahnhof Erkner

Der ZOB am Bahnhof ist der zentrale Umsteigepunkt für die Buslinien im Raum Erkner. Neben zahlreichen brandenburgischen Linien hält hier unter anderem auch der PlusBus des Verkehrsverbund Berlin-Brandenburg. Folgende Verbindungen starten ab Erkner, betrieben von der Busverkehr Oder-Spree, Märkisch-Oderland Bus und Regionale Verkehrsgesellschaft Dahme-Spreewald:
- Linie 420: Erkner – Woltersdorf – Schöneiche – Neuenhagen
- Linie 428: Erkner ↔ Neu Zittau – Wernsdorf – Königs Wusterhausen
- Linie 950: Erkner – Woltersdorf – Rüdersdorf – Strausberg

## Fahrgastinformation
In den frühen 1980er Jahren wurden am Bahnhof Erkner Fallblattanzeiger der Firma Krone-Informationssysteme installiert. Vier am S-Bahnhof und vier am Fernbahnhof. Der Betrieb der Anlagen erfolgte bis 2010. Im Zuge des Rückbaus des Gleises 35 wurden die Anzeigen abgeschaltet und waren seitdem außer Betrieb, während die Anzeigen von Gleis 31 und 32 sowie der Fernbahn noch im selben Jahr demontiert und entsorgt wurden. Die S-Bahn-Anzeiger beinhalteten neben allen S-Bahn-Linien auch Anzeige für Ziele und Zugläufe/Hinweise.
Im August 2023 wurden die Fallblattanzeiger durch die DB demontiert und im Bahnhofsgebäude zwischengelagert. Sie wurden zwischenzeitlich an zwei Museen sowie Privatpersonen abgegeben, welche sie trotz des mittlerweile schlechten Zustands übernommen haben. Mindestens eine der Anzeigen wird voraussichtlich wieder funktionsfähig restauriert werden.

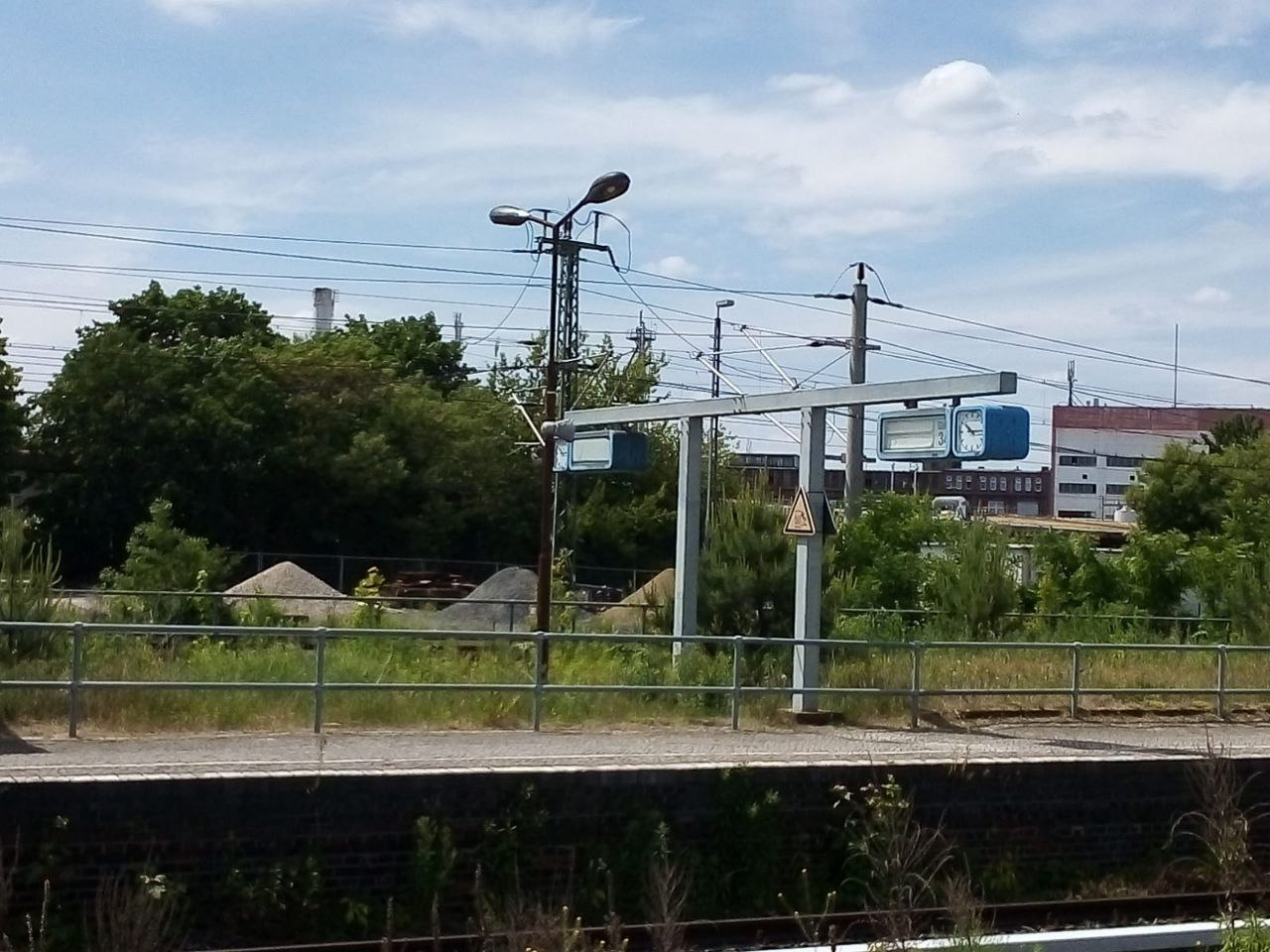
Alte Zugzielanzeiger am Gleis 34 und ehemaligen Gleis 35
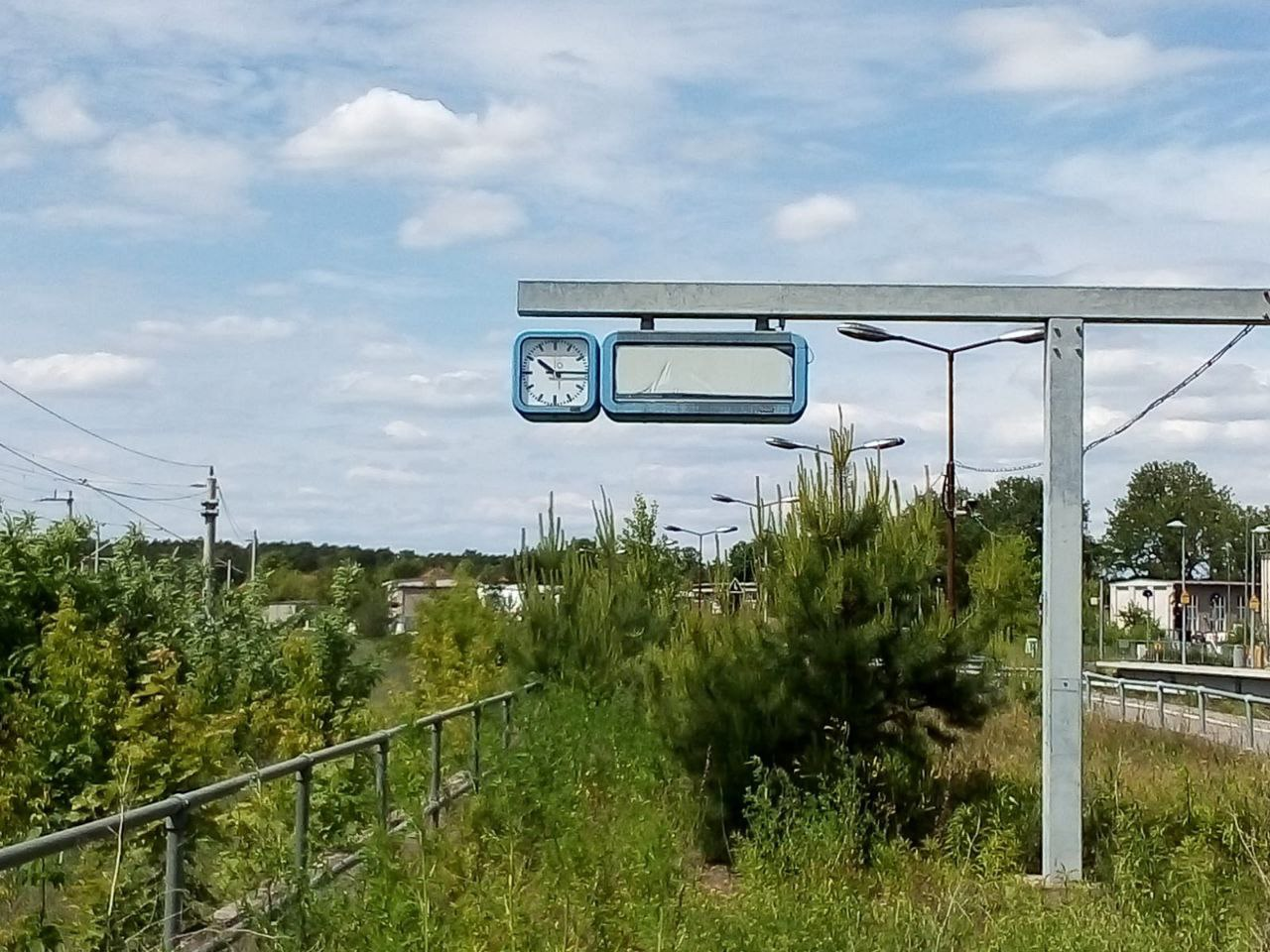
Bereits leerer Anzeiger am ehemaligen Gleis 35
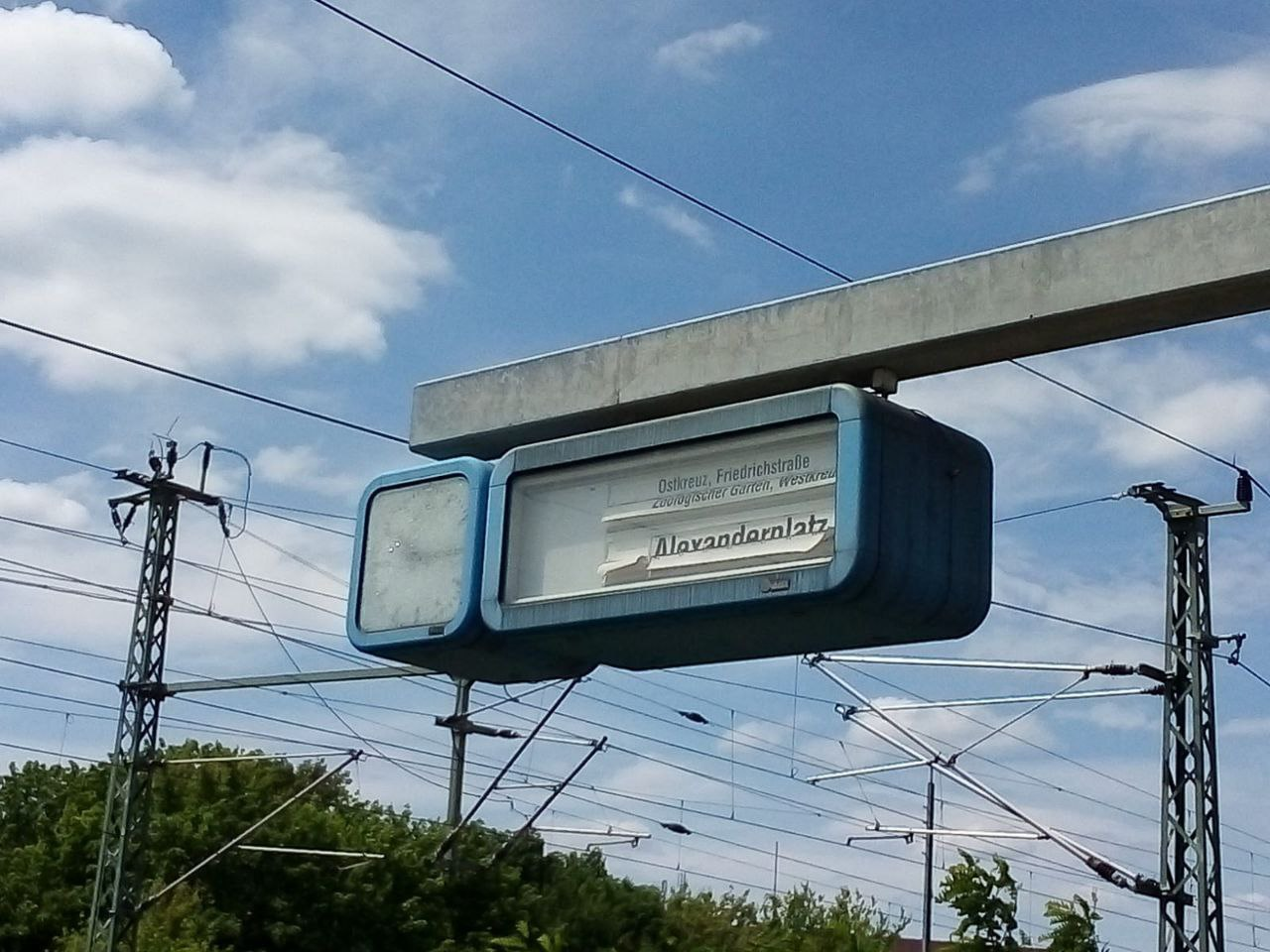
Sonnenlichtgeschädigter Anzeiger am Gleis 34
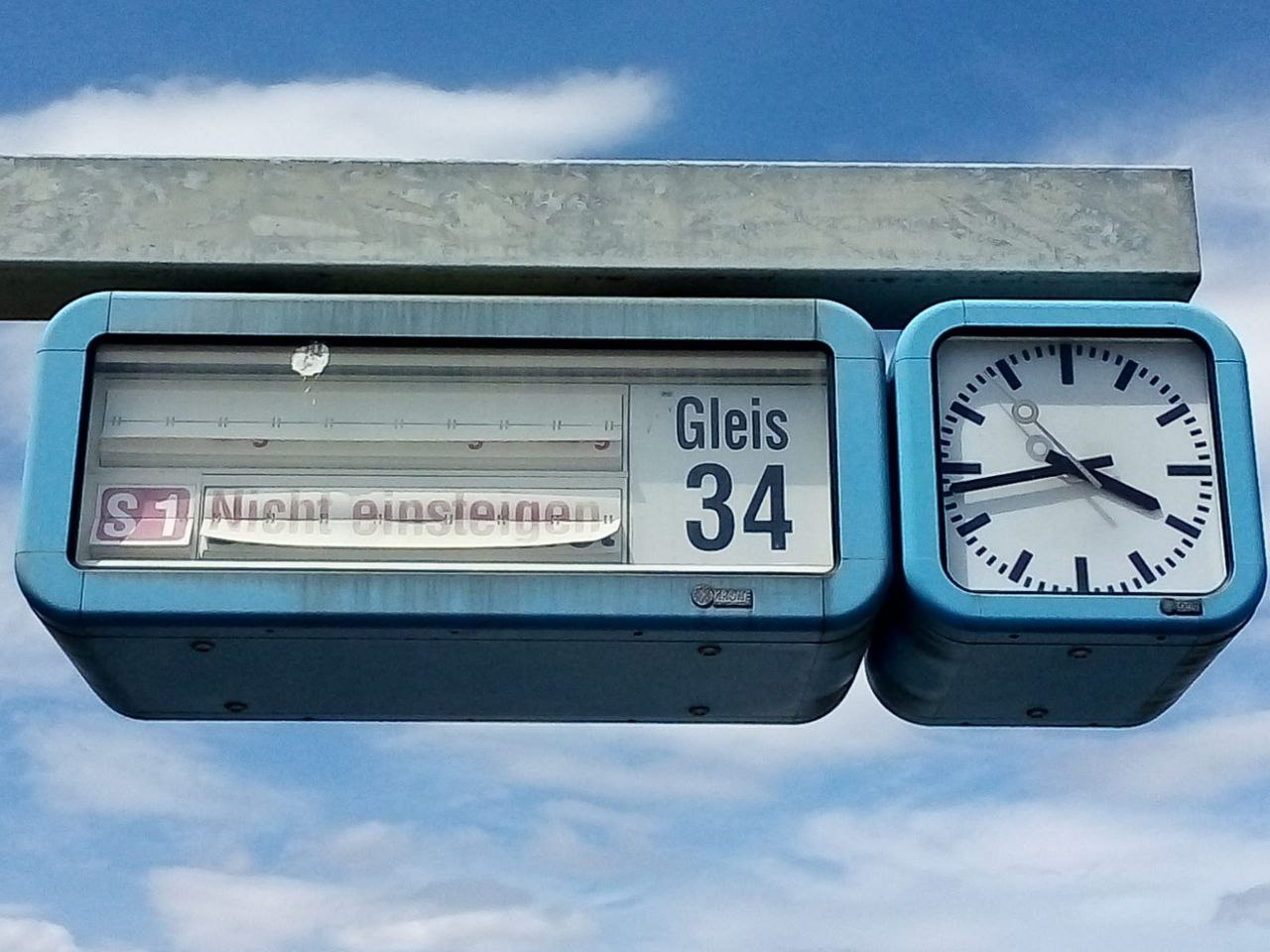
Rückseite des Anzeigers an Gleis 34
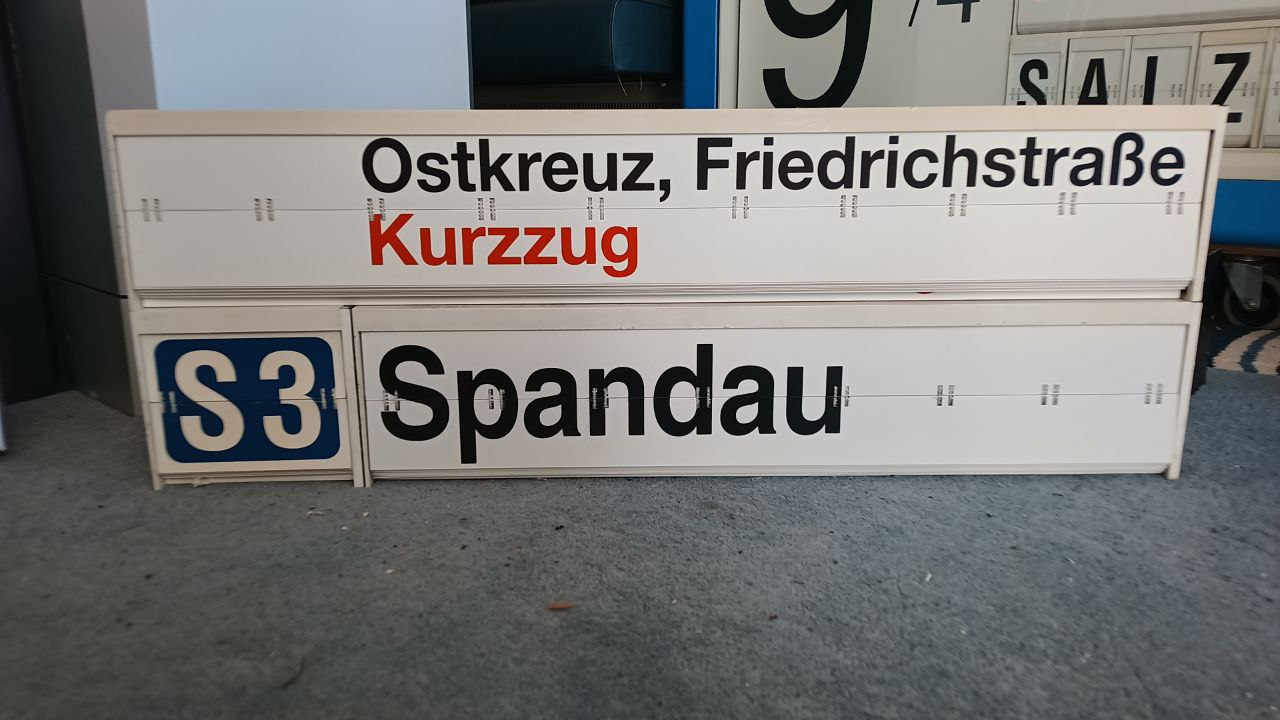
Modulset aus einem der Anzeiger von Gleis 34